# アドルフ・ヒトラーの絵画

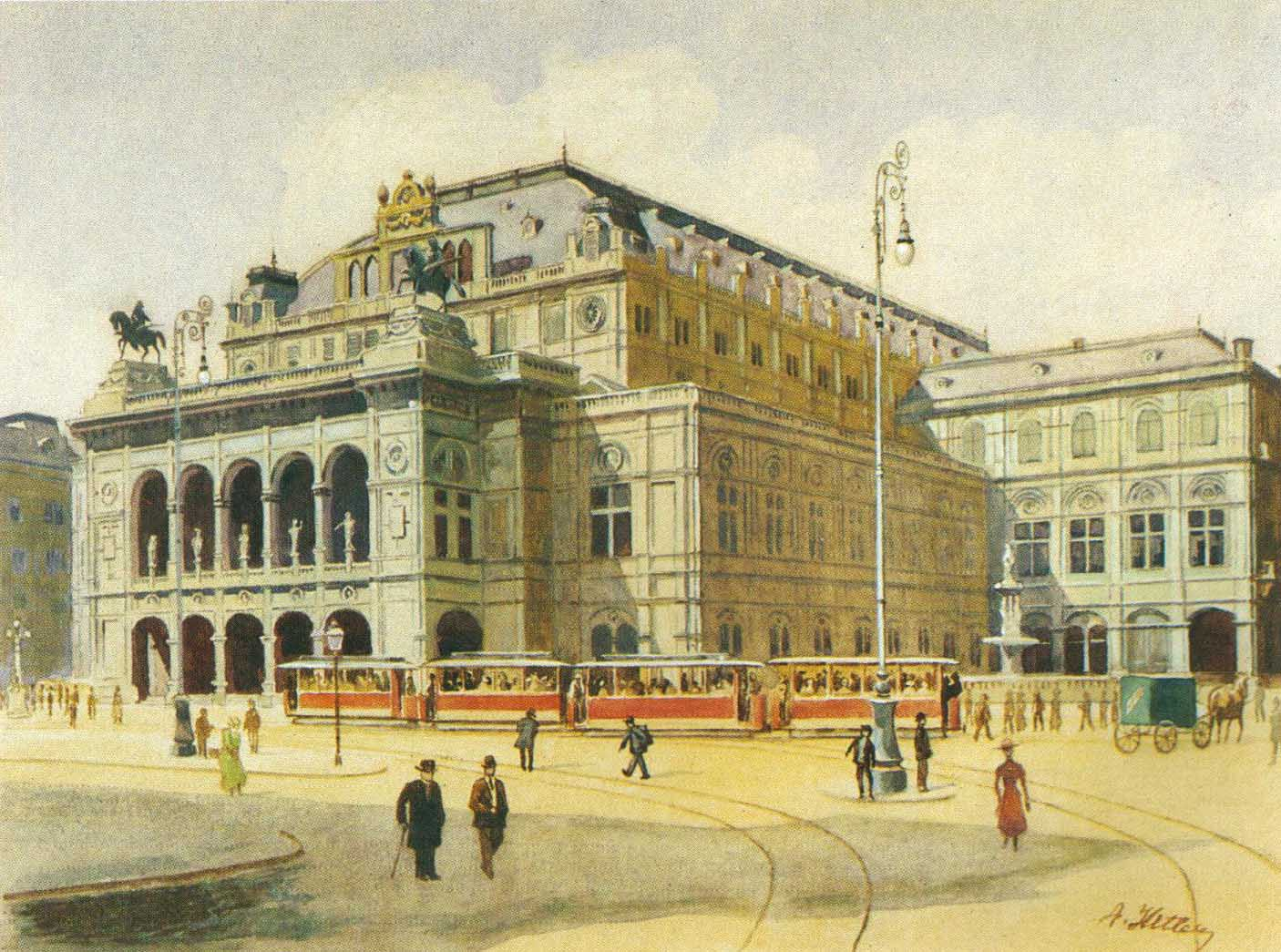
ウィーン国立歌劇場（1912年）

アドルフ・ヒトラーの絵画（アドルフ・ヒトラーのかいが）では、アドルフ・ヒトラーが描いた絵画について解説する。
第二次世界大戦を引き起こしたナチス・ドイツの指導者であるアドルフ・ヒトラーは、政治家であると同時に画家でもあった。ヒトラーは何百点という作品を描き、ウィーン時代（1908年 - 1913年）には絵やポストカードを売りにだしては糊口をしのいだ。多くの作品が第二次世界大戦後に発見され、オークションにかけられたものは数万ドルの値がついた。それ以外にアメリカ軍が接収した作品もあり、それらは戦後もアメリカ政府によって保有されたままである。

## スタイルと影響
ヒトラーが描く建築物は、綿密に計算されたかのように表現されている。しかし、彼の作風そのものは先行する作家から影響を受けてそれを深めたというよりも、19世紀やそれ以前の巨匠の模倣に終始している。美術史上の潮流をいくつも取り入れ綜合したというのが彼の誇りであったが、実際に描くのはもっぱら典型的な古典主義やイタリア・ルネサンス、新古典主義的な作品であった。そうした時代の画家たちのテクニックやわかりやすいシンボリズムをヒトラーは好んだ。ルドルフ・フォン・アルトは、ヒトラーいわく彼にとっての偉大な「教師」であった。両者のテーマや色使いは似通っているが、少なくともアルトは幻想的な風景を描きながら同時に自然や周辺の素材―建築物にも関心を払っていた。

## 歴史

### 芸術家への野心
ヒトラーの自伝でもある『我が闘争』には、若き日の彼がプロの芸術家を志し、ウィーン美術アカデミーを受験するが失敗して夢破れる姿が描かれている。ヒトラーは1907年と1908年の二度にわたって試験を受け、そして落第している。最初の年は予備試験には合格していた。これは、聖書などからとった有名な場面の絵を2枚描くというもので、1枚につき3時間ずつ時間が与えられた。本試験は、試験官にあらかじめ用意した作品集（ポートフォリオ）を提出するというものだった。ヒトラーの絵には「頭部〔デッサン〕が少なすぎる」という寸評が記録に残っている。総じて教授たちからは絵画よりも建築の分野で才能を発揮すべきであると判断された。その一人からは、彼の結果に同情されるとともに、それなりの才能があることは認められ、建築学科のある学校を受けることを勧められもした。しかし、そのためにはヒトラーがドロップアウトした中等学校に戻らねばならなかったであろうし、それは彼の望むところではなかった。
後年、ヒトラーがウィーンの風景を描いたポストカードをつくっては売りさばくときには、芸術家たちの集うミュンヘンのカフェによく通ったものだった。大御所の作家が、自分にプロの画家として身を立てる手助けをしてくれるのではという期待を胸にしていたものの、その希望が果たされることはなかった。
1939年8月、第二次世界大戦が勃発する直前にヒトラーとイギリス外交官のネヴィル・ヘンダーソンの間で交わされた会話によると、ヒトラーは「私は政治家ではなく芸術家だ。ポーランドの問題が片付いたら、芸術家として人生を全うしたいものだ」と語っていたという。

### ウィーン時代

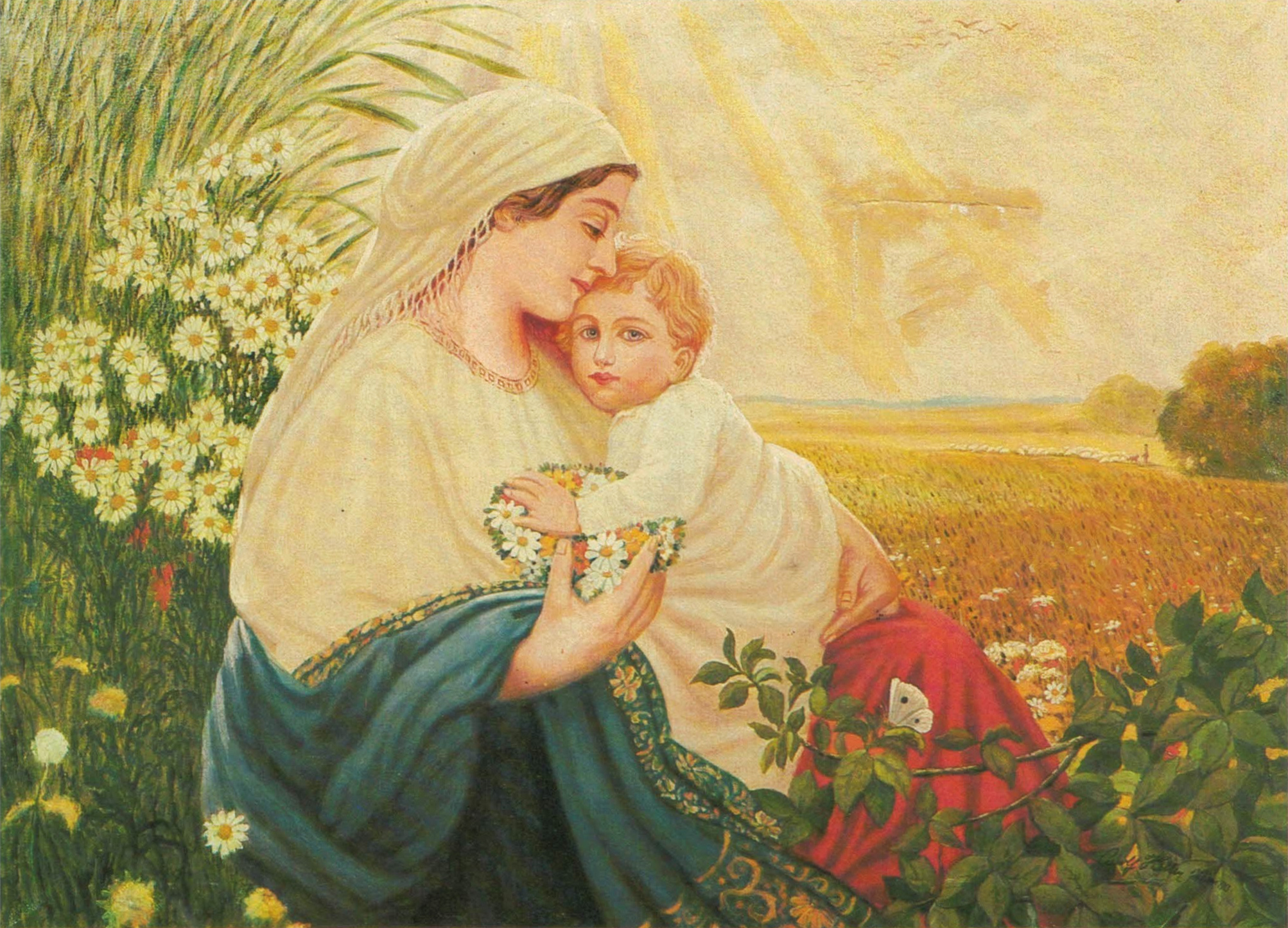
聖母マリアと聖なる子イエス・キリスト（1913年）

1908年から1913年まで、ヒトラーは生活のためにポストカードをつくったり家屋の絵を描いていた。1910年、21歳のときには初めて自画像も描いている。1945年にアメリカ陸軍の曹長ウィリー・マッケナが、この絵を含めた12作品をドイツのエッセンで発見した。
オーストリアの商売人であったサミュエル・モルゲンシュテルンは、青年ヒトラーのビジネスパートナーでもあり、彼の作品を数多く購入している。モルゲンシュテルンによると、ヒトラーが初めて彼のガラス商店を訪ねてきたのは、1910年代の初めであった。このときヒトラーは3枚の絵を売りにだそうとしたという。モルゲンシュテルンは常連客の名簿をつくっており、後にこのリストを通じて若きヒトラーの絵を購入した人々の所在がわかった。買い手の多くが、ユダヤ人であった。ヨセフ・フェインゴールドという名の弁護士は、モルゲンシュテルンの大事な顧客の一人だったが、ヒトラーの描いたかつてのウィーンの風景画を続けて購入している。

### 第一次世界大戦
1914年、25歳のヒトラーが第一次世界大戦に従軍したときは、前線まで自分の絵を持ち歩き、空いた時間に絵を描いて過ごした。この時期に描かれた作品群を最後に、ヒトラーは政治家としての人生を歩み始めることになる。戦時中の作品のテーマは、農村の家屋や救護施設などであった。

### オークション

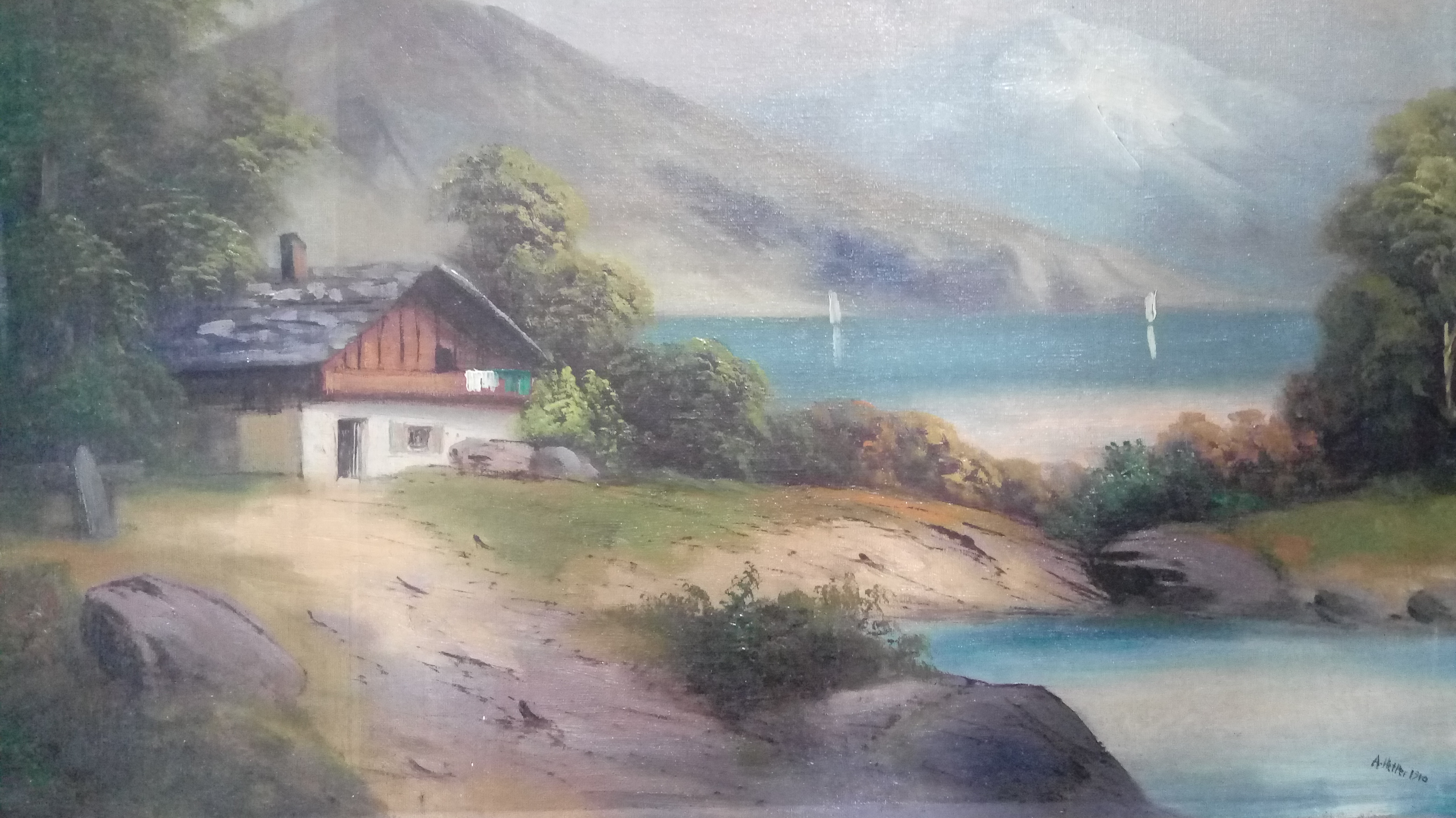
湖のほとりの家

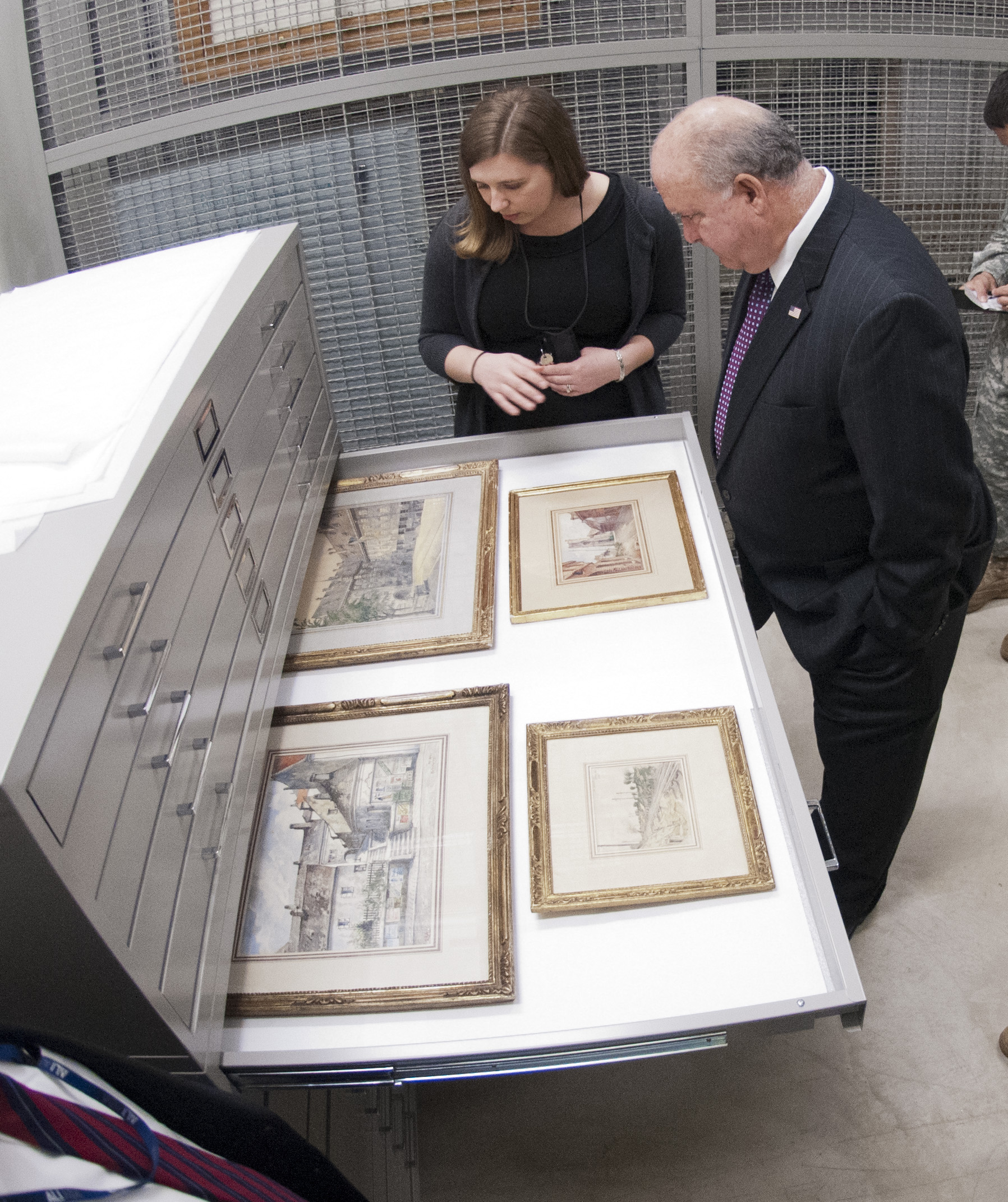
陸軍戦史センターに保管されている、ヒトラーの写真家であったハインリヒ・ホフマン所有の水彩画。プライス対アメリカ合衆国事件でも言及された。

第二次世界大戦が終結するとアメリカ軍はヒトラーの絵画を大量に接収した。作品はその他の捕獲品とともにアメリカに持ち帰られたが、アメリカ政府は現代にいたるまでその公開を拒んでいる。一方で個人蔵のまま接収を免れたものもあり、2000年代には何十点もの作品がオークションで売却された。英シュロップシャーのオークション会社マロックスによって、2009年には15枚のヒトラー作品が競売にかけられ、あわせて97,672ポンドで売却された。同年、ラドローズでも13作品がオークションに出され、合計で100,000ポンド以上の値がついている。2012年にスロヴァキアで開催されたオークションでは、1枚のミクストメディア作品が32,000ユーロで売却された。2014年11月、ミュンヘンの古い役所を描いた水彩画は、ニュルンベルクのワイトラーによるオークションで130,000ユーロの値がついた。この絵には、売渡証とアルベルト・ボルマンの署名がはいった書簡がついていたことが、落札価格を押し上げる要因になったとも考えられる。2017年7月には、数の少ない油絵もマロックスで競売にかけられている。そのうちの一枚は湖のほとりの家を描いたものだった。

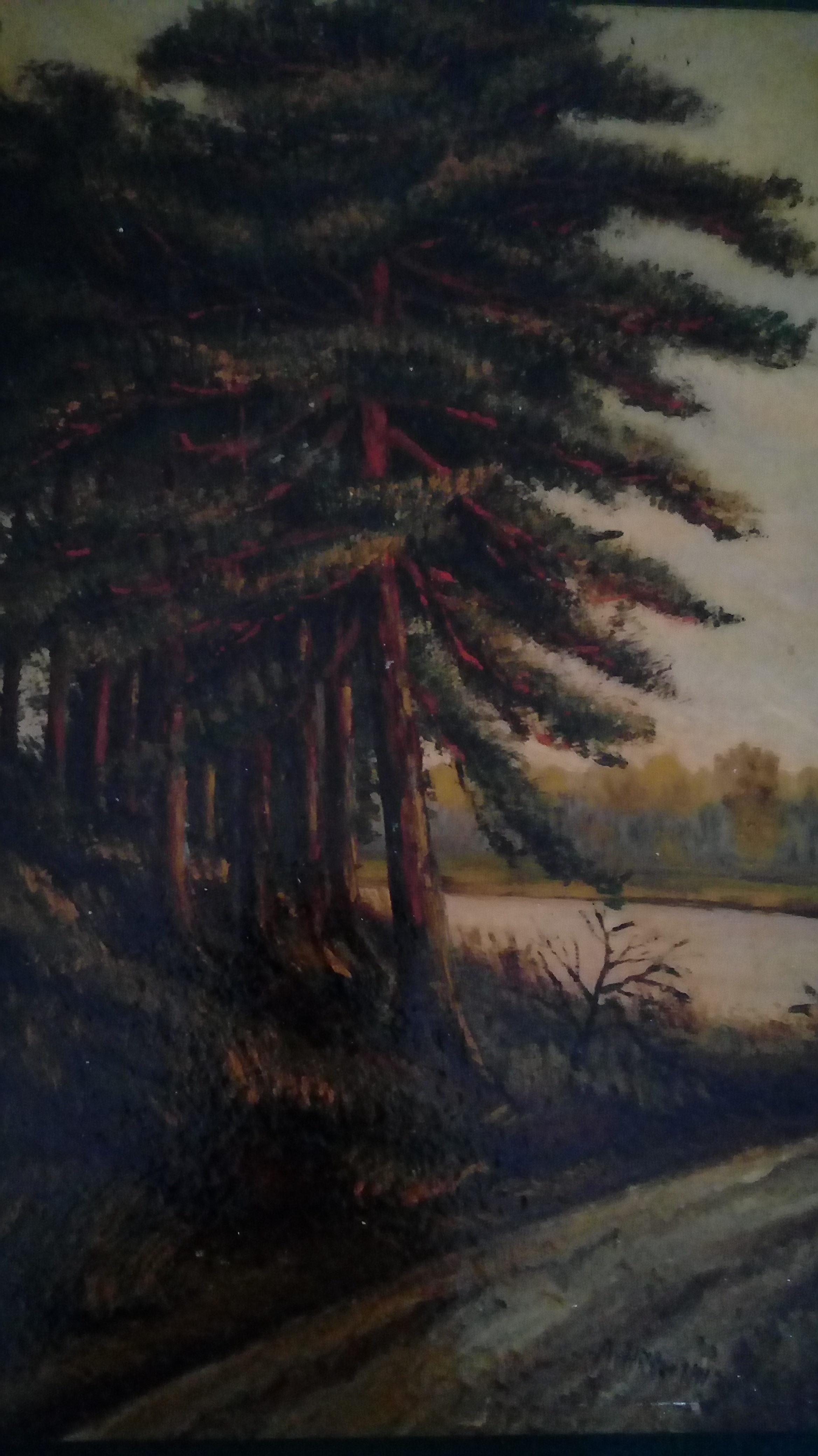
路傍の木（1911年）

研究者の推計によると、ヒトラーがその生涯で完成させた作品は300点程度しかない。しかし、彼は『我が闘争』において、ウィーン時代には一日2枚から3枚の絵を描いていたと述べている。ウィーンで過ごした数年の間に一日につき1枚の絵を描いたとしても、その数は優に600点を越える。ペーター・ヤーンはおそらくヒトラーの芸術作品について最も知識を有する人間だが、彼はヒトラーに二度インタビューをしたことがあるという。ヒトラーが語ったところでは、ウィーンとミュンヘンの6年間、「1908年から1914年までに、1000枚を越える絵を描いた。そのうちの数枚は油絵だった」（その例外が例えば1911年の『路傍の木』である）。
ヤーンは、ヒトラーが1938年にオーストリアを併合する前に、エルンスト・シュルテ・ストラートハウスからヒトラーの絵を回収する仕事を任命された人間の一人である。ストラートハウスは1936年にヒトラーの命を受け、彼が1907年-1912年、1921年-1922年に描いた絵の所在をつきとめ、買い取っていた。ヤーンは兵役で招集されるまで、ヒトラーの初期作品を追跡する仕事を4年近く続けた。1937年にはウィーンにあったドイツ大使館のアートコンサルタントになると、ヒトラーの作品を所有する人間を探し、それを購入する仕事を再開した。おそらくこの仕事はその大部分を破棄するためのものであったといわれている。その後、ヤーンはおよそ18点という最大規模のヒトラー・コレクションを売りに出すのだが、彼はそれぞれに平均して5万ドルの値をつけている。
米マサチューセッツ州ネーティックの第二次世界大戦博物館に収蔵されているヒトラー作品は、民間のコレクションとしては一二を争うほど充実した内容である。

## 批評
ウィーン美術アカデミー所有のヒトラー作品を鑑賞したジョン・ガンサーは、「どれも単調で、リズムも精彩も感情も、物質世界を越える想像力もない。ただの建築家のスケッチだ。骨を折りながらも正確な図面を描いている。それ以上ではない。ウィーンの教授陣が建築学校にいけ、ファインアートは見込みがないから諦めろといったのも不思議はない」と語っている。
ある現代美術評論家は、ヒトラーの絵を誰が描いたか伏せた状態で批評を求められ、「とても素晴らしい」と認めた。一方で、作風は異なるもののやはりヒトラーが描いた人物画については、作者が人間にまったく興味が無いことがわかる、という評価だった。
フラテッリ・アリナーリ社の『ヒトラーの水彩画』という題の本によれば、その作品には表現主義特有の「陰鬱さ」がある。

## 作品

### ミュンヘンのアルター・ホーフ中庭

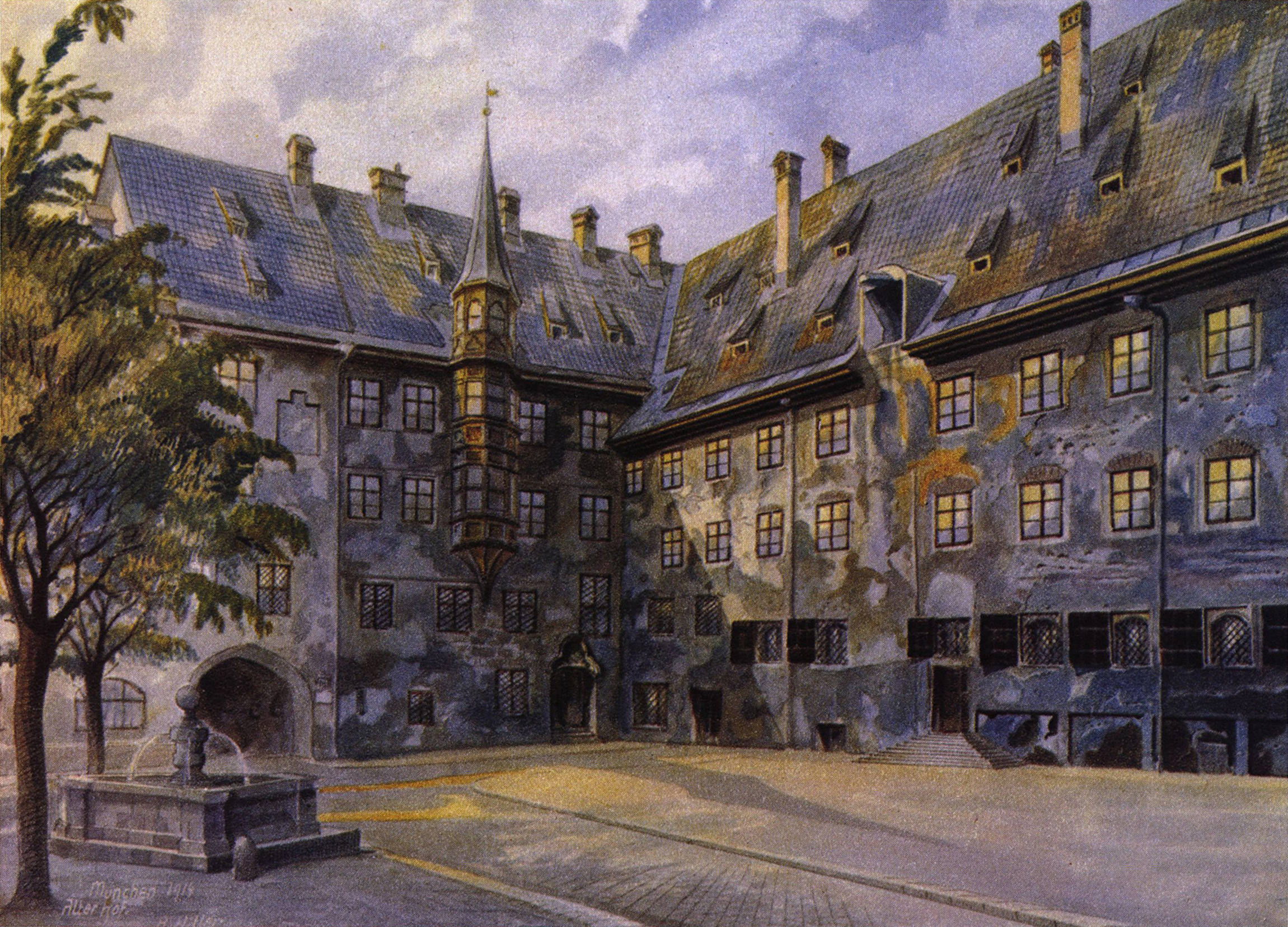
ミュンヘンのアルター・ホーフ中庭

ミュンヘンのアルター・ホーフ中庭（1914年）はアドルフ・ヒトラーの作品の一つで、広い城館と石畳の庭を描いている（アルター･ホーフは旧宮廷のこと）。ミュンヘン時代のヒトラーは、芸術家として自立する夢を抱きながら、もっぱら一日を読書と絵画の制作に費やしていた。
主に描いていたのは水彩画で、彼がこの技法を用いていたのは絵と建築への愛を同時に表現するためだった。作品を観れば、建物を厳密な線で描写する水彩の表現と技術が伝わってくるが、画面の左手にはそれと対照をなすように柔らかな線の木が立っている。学者のチャールズ・スナイダーによれば、ヒトラーの水彩画の多くが「水と緑にかこまれた質素な建物には細心の注意が払われている〔が〕、重要なのはその建築物だけなのだ…。植物、とりわけ木々の葉っぱに注目してみるといい。たいてい木の葉は絵の具がただ塗りたくられているかまだらになっているかで、正確性であったり写実性への関心はほとんどない。ただ描きたいものの『枠』として描かれているのである」。
2本の木の間には小さな噴水が、きわめて正確に描かれている。
この絵をはじめとした何点かの作品が、米ワシントンの陸軍戦史センター地下に収蔵されているが、その物議をかもす性質から一般公開はされたことがない。

## 文献案内
- Bennardo, Francesco (2019). Il Diavolo e l'Artista. Le passioni artistiche dei giovani Mussolini, Stalin, Hitler. Tralerighe
- Pastore, Stephen R. (2013). The Art of Adolf Hitler: A Study of His Paintings and Drawings. Grand Oak Books
- Price, Billy F. (1984). Adolf Hitler: The Unknown Artist. Stephen Cook. ISBN 978-0-9612894-0-9
- Price, Billy F. (1983). Adolf Hitler als Maler und Zeichner : ein Werkkatalog der Ölgemälde, Aquarelle, Zeichnungen und Architekturskizzen. Gallant Verlag. ISBN 978-3-277-00103-1
- Spotts, Frederic (2004). Hitler and the Power of Aesthetics. The Overlook Press. pp. 123–147. ISBN 1-58567-507-5